# Неллісфорд (Вірджинія)
Неллісфорд (англ. Nellysford) — переписна місцевість (CDP) в США, в окрузі Нелсон штату Вірджинія. Населення — 1254 особи (2020).

## Географія
Неллісфорд розташований за координатами 37°55′26″ пн. ш. 78°53′37″ зх. д. / 37.92389° пн. ш. 78.89361° зх. д. (37.923887, -78.893518).  За даними Бюро перепису населення США в 2010 році переписна місцевість мала площу 24,86 км², з яких 24,74 км² — суходіл та 0,12 км² — водойми.

## Демографія
Згідно з переписом 2010 року, у переписній місцевості мешкало 1076 осіб у 536 домогосподарствах у складі 396 родин. Густота населення становила 43 особи/км².  Було 702 помешкання (28/км²).
Расовий склад населення:
| - 95,2 % — білих - 2,9 % — чорних або афроамериканців - 0,7 % — азіатів - 0,1 % — корінних американців |

До двох чи більше рас належало 0,7 %. Частка іспаномовних становила 0,7 % від усіх жителів.
За віковим діапазоном населення розподілялося таким чином: 8,3 % — особи молодші 18 років, 49,1 % — особи у віці 18—64 років, 42,6 % — особи у віці 65 років та старші. Медіана віку мешканця становила 62,7 року. На 100 осіб жіночої статі у переписній місцевості припадало 97,4 чоловіків;  на 100 жінок у віці від 18 років та старших — 98,2 чоловіків також старших 18 років.
Середній дохід на одне домашнє господарство  становив 82 438 доларів США (медіана — 72 357), а середній дохід на одну сім'ю — 78 906 доларів (медіана — 80 993). За межею бідності перебувало 10,0 % осіб, у тому числі 20,1 % дітей у віці до 18 років та 11,4 % осіб у віці 65 років та старших.
Цивільне працевлаштоване населення становило 494 особи. Основні галузі зайнятості: освіта, охорона здоров'я та соціальна допомога — 22,7 %, будівництво — 21,1 %, фінанси, страхування та нерухомість — 13,8 %, науковці, спеціалісти, менеджери — 9,5 %.